# Vapor Transmission
Vapor Transmission es el segundo álbum de estudio de la banda estadounidense de metal industrial Orgy, lanzado el 10 de octubre de 2000.
Fue certificado disco de oro por la Recording Industry Association of America.

## Lista de canciones
1. «Vapor Transmission (Intro)» – 2:15
2. «Suckerface» – 3:28
3. «The Odyssey» – 2:56
4. «Opticon» – 2:58
5. «Fiction (Dreams in Digital)» – 3:25
6. «Eva» – 5:02
7. «107» – 4:14
8. «Dramática» – 3:33
9. «Eyes-Radio-Lies» – 3:58
10. «Saving Faces» – 4:06
11. «Re-Creation» – 3:32
12. «Chasing Sirens» – 3:59
13. Where's Gerrold – 10:33

## Créditos

### Banda
- Jay Gordon - Voz
- Ryan Shuck - Voz, guitarra
- Amir Derakh - Sintetizador
- Paige Haley - Bajo, guitarra
- Bobby Hewitt - Batería

### Músicos adicionales
- Torry Shaun - Voz
- Melanie Cockrum - Voz
- Josh Abraham - Ingeniero, voz, guitarra
- Chris Hager - Guitarra
- Jimbo Barker - Guitarra
- Troy Van Leeuwen - Guitarra
- Anthony Valcic - Ingeniero, programador
- Kenny Pierce - Batería
- Toddy Allen - Batería
- Judd Kalish - Programación
- Elijah Blue Allman - Voz